# Hadreule blaisdelli
Hadreule blaisdelli là một loài bọ cánh cứng trong họ Ciidae. Loài này được Casey miêu tả khoa học năm 1900.